# Гомес, Диего (парагвайский футболист)
Дие́го Алекса́ндер Го́мес Амари́лья (исп. Diego Alexander Gómez Amarilla; род. 27 марта 2003, Сан-Хуан-Баутиста) — парагвайский футболист, полузащитник клуба «Брайтон энд Хоув Альбион» и сборной Парагвая. Участник Олимпийских игр 2024 в Париже.

## Клубная карьера
Гомес — воспитанник клуба «Либертад». 8 мая 2022 года в матче против столичной «Олимпии» он дебютировал в парагвайской Примере. 31 июля в поединке против «Ресистенсии» Диего забил свой первый гол за «Либертад». В своём дебютном сезоне Гомес помог клубу выиграть чемпионат.
19 июля 2023 года Гомес перешёл в американский «Интер Майами», подписав контракт до конца сезона 2026 с опцией продления на сезон 2027. За «Интер Майами» он дебютировал 2 августа в матче 1/16 финала Кубка лиг 2023 против «Орландо Сити», выйдя на замену на 64-й минуте вместо Бенхамина Кремаски. 27 августа в матче против «Нью-Йорк Сити» он дебютировал в MLS. В этом же поединке Диего забил свой первый гол за «Интер Майами». 

## Международная карьера
1 сентября 2022 года в товарищеском матче против сборной Мексики Гомес дебютировал за сборную Парагвая.
В 2023 году в составе молодёжной сборной Парагвая Гомес принял участие в молодёжном чемпионате Южной Америки в Колумбии. На турнире он сыграл в матчах против сборных Уругвая, Эквадора, Бразилии, а также дважды Колумбии.
В 2024 году Гомес был включён в заявку олимпийской сборной Парагвая на участие в Олимпийских играх в Париже. На турнире он сыграл в матчах против команд Японии, Израиля, Мали и Египта. В поединке против египтян Диего забил гол.

## Достижения
Клубные
 «Либертад»
- Чемпион Парагвая — Апертура 2022